# Danis
Danis  is een geslacht van vlinders uit de familie van de Lycaenidae, de kleine pages, vuurvlinders en blauwtjes.

## Soorten
- Danis albostrigata (Bethune-Baker, 1908)
- Danis anaximens Fruhstorfer, 1907
- Danis aryanus (Grose-Smith, 1895)
- Danis beata (Röber, 1926)
- Danis caesius (Grose-Smith, 1894)
- Danis carissima (Grose-Smith & Kirby, 1895)
- Danis coelinus (Grose-Smith, 1898)
- Danis concolor (Rothschild, 1915)
- Danis coroneia (Fruhstorfer, 1915)
- Danis danis (Cramer, 1779)
- Danis dispar (Grose-Smith & Kirby, 1895)
- Danis dissimilis (Joicey & Talbot, 1916)
- Danis drucei (Grose-Smith & Kirby, 1895)
- Danis ekeikei (Bethune-Baker, 1908)
- Danis esme (Grose-Smith, 1894)
- Danis glaucopis (Grose-Smith, 1894)
- Danis hamilcar (Grose-Smith, 1894)
- Danis hanno (Grose-Smith, 1894)
- Danis helga (Grose-Smith, 1898)
- Danis hengis (Grose-Smith, 1897)
- Danis hermes (Grose-Smith, 1894)
- Danis hermogenes (Fruhstorfer, 1915)
- Danis horsa (Grose-Smith, 1898)
- Danis intermedius Röber
- Danis irregularis (Ribbe, 1899)
- Danis lampros (Druce, 1897)
- Danis lamprosides (Grose-Smith, 1898)
- Danis lona (Röber, 1927)
- Danis lygia (Grose-Smith, 1897)
- Danis mamberano (Joicey & Talbot, 1916)
- Danis manto (Grose-Smith & Kirby, 1896)
- Danis melimnos (Druce & Baker, 1893)
- Danis moutoni Röber
- Danis olga (Grose-Smith, 1808)
- Danis peri (Grose-Smith, 1894)
- Danis phroso (Grose-Smith, 1897)
- Danis piepersi (Snellen, 1878)
- Danis plateni (Grose-Smith & Kirby, 1896)
- Danis plotinus (Grose-Smith & Kirby, 1896)
- Danis pseudochromia (Ribbe, 1899)
- Danis regalis (Grose-Smith & Kirby, 1895)
- Danis reverdini (Fruhstorfer, 1915)
- Danis rosselana (Bethune-Baker, 1908)
- Danis salamandri MacLeay, 1866
- Danis schaeffera (Erschoff, 1821)
- Danis smaragdus (Grose-Smith)
- Danis stephani (Grose-Smith & Kirby, 1896)
- Danis suleima (Grose-Smith, 1898)
- Danis supous (Druce & Bethune-Baker, 1893)
- Danis triopus (De Nicéville, 1898)
- Danis vidua (Grose-Smith & Kirby, 1895)
- Danis wallacei (Felder & Felder, 1865)
- Danis wollastoni (Rothschild, 1917)
- Danis zuleika (Grose-Smith, 1898)